# Металичност
Металичността е величина, с която в астрофизиката се описва изобилието на елементи в дадена звезда или друго космическо тяло, които са по-тежки от водорода и хелия. Повечето от физическата материя във Вселената е под формата на водород или хелий, така че астрономите използват за по-кратко, макар и неточно понятието „метал“ за назоваване на всички елементи, освен водород и хелий. Тази употреба е различна от стандартното физическо и химическо определение за метал. Например, звездите и мъглявините с относително голямо изобилие на въглерод, азот, кислород и неон се определят като богати на метал в астрофизично отношение, дори тези елементи да не са метали в химията.
Наличието на по-тежки елементи се дължи на звезден термоядрен синтез – теорията, че повечето от елементите, по-тежки от водород и хелий („металите“), във Вселената са образувани в ядрата на звезди, които еволюират. С течение на времето, звездният вятър и свръхновите натрупват металите в околната среда, обогатявайки междузвездната среда и предоставяйки материал за образуването на нови звезди. От това следва, че по-старите звезди, образували се в бедната на метали ранна Вселена, като цяло имат по-малко съдържание на метали, отколкото по-младите поколения звезди.
Наблюдаваните разлики в химичното изобилие на различните видове звезди, въз основа на спектралните особености, които по-късно биват приписани на металичността, карат астрономът Валтер Бааде през 1944 г. да предположи съществуването на две различни популации звезди. Те стават известни като Популация I (богати на метали) и Популация II (бедни на метали). През 1978 г. е въведена и Популация III, включваща звезди с изключително ниско съдържание на метали, едни от първите звезди във Вселената.

## Изчисляване
Астрономите използват няколко различни метода за описване и правене на приближение на металното изобилие, в зависимост от наличните инструменти и изучавания обект. Някои методи включват определянето на частта от масата, която се приписва на газовете, или измерването на съотношения на броя атоми на два различни елемента и сравняването им със съотношенията в Слънцето.

### Масова част
Звездният състав често се определя от параметрите X, Y и Z, където X е масовата част на водорода, Y е масовата част на хелия, а Z е масовата част на всички останали елементи. Следователно:
{\displaystyle X+Y+Z=1,00.}
В повечето звезди, мъглявини и други астрономически източници, водородът и хелият са двата преобладаващи елементи. Масовата част на водорода обикновено се изразява като {\displaystyle X\equiv m_{\text{H}}/M}, където {\displaystyle M} е общата маса на системата, а {\displaystyle m_{\text{H}}} е масовата част на съдържащия се в нея водород. По сходен начин, хелиевата масова част се обозначава като {\displaystyle Y\equiv m_{\text{He}}/M}. Остатъкът от елементите се нарича колективно „метали“, а масовата част на тези по-тежки елементи може да се изчисли чрез:
{\displaystyle Z=\sum _{i>{\text{He}}}{\frac {m_{i}}{M}}=1-X-Y.}
За повърхността на Слънцето, за тези параметри са измерени следните стойности:
| Описание              | Слънчева стойност                        |
| --------------------- | ---------------------------------------- |
| Водородна масова част | {\displaystyle X_{\text{Слънце}}=0,7381} |
| Хелиева масова част   | {\displaystyle Y_{\text{Слънце}}=0,2485} |
| Металичност           | {\displaystyle Z_{\text{Слънце}}=0,0134} |

Поради въздействието на звездната еволюция, нито първоначалният състав, нито днешният състав на Слънцето не е същия като текущия повърхностния състав на Слънцето.

### Химично съотношение
Общата звездна металичност често се определя чрез общото съдържание на желязо в звездата, тъй като то е сред най-лесно измеримите елементи със спектрални наблюдения във видимия спектър (въпреки че кислородът е най-разпространеният тежък елемент). Съотношението на изобилието му се определя като логаритъм от съотношението на желязото спрямо това, наблюдавано при Слънцето:
{\displaystyle [{\text{Fe}}/{\text{H}}]=\log _{10}{\left({\frac {N_{\text{Fe}}}{N_{\text{H}}}}\right)_{\text{звезда}}}-\log _{10}{\left({\frac {N_{\text{Fe}}}{N_{\text{H}}}}\right)_{\text{Слънце}}},}
където {\displaystyle N_{\text{Fe}}} и {\displaystyle N_{\text{H}}} са съответно броят железни и водородни атоми на единица обем. Единицата, която често се използва за металичност, е dex – съкращение от децимална експонента. От тази формулировка следва, че звездите с по-висока металичност от Слънцето имат положителна логаритмична стойност, докато тези с по-ниска металичност от Слънцето имат отрицателна логаритмична стойност. Например, звезди с [Fe/H] стойност от +1 са 10 пъти по-металични от Слънцето (101). Младите звезди от Популация I имат значително по-голямо съотношение на желязо към водород, отколкото старите звезди от Популация II. Първичните звезди от Популация III имат металичност под -6, тоест милион пъти по-малко желязо от Слънцето.
Същата нотация се използва за изразяване на вариации в изобилието между други индивидуални елементи. Например, нотацията [O/Fe] обозначава логаритмичната разлика в съотношението между кислорода и желязото в дадена звезда спрямо това на Слънцето. По принцип процесът на звезднен нуклеосинтез променя пропорциите само на няколко елемента (или изотопа).

### Фотометрия
Астрономите могат да направят оценка на металичността чрез калибрирани системи, които съотнасят фотометричните измервания със спектроскопските измервания. Например, могат да се използват филтри, които да засичат ултравиолетовото лъчение в звезди, при които прекалено голямото излъчване подсказва за наличието на повече метали, които абсорбират ултравиолетовите лъчи и карат излъчването на звездата да е повече към червения край на спектъра. Излишъкът на ултравиолетови лъчи δ(U−B) се определя като разликата между U и B величините в спектъра на звездата, сравнена със същата разлика при металичните звезди в купа Хиади. Недостатък на този метод е, че е чувствителен както към металичност, така и към ефективна температура – ако две звезди са еднакво металични, но едната е по-хладна от другата, те вероятно ще имат различни δ(U−B) стойности.